# Martin Hestbæk
Martin Hestbæk (født 30. september 1971) er en dansk skuespiller.
Han er uddannet ved Odense Teater og har bl.a. medvirket i teaterroller på Århus Teater og Det Kongelige Teater. Han blev i 2010 Reumert nomineret i kategorien "bedste mandlige hovedrolle" for sin præstation i rollen som Christian i forestillingen "Festen" på Vendsyssel Teater samme år, og har siden slutningen af 1990'erne medvirket i en række tv-serier. Derudover har han lagt stemme til bl.a. Disney-filmene Peter Pan – Tilbage til Ønskeøen og Bjørne Brødre.

## Filmografi
- Der er en yndig mand (2003)
- En mand kommer hjem (2007)
- Mors dreng (2007)
- Flammen og Citronen (2008)
- Simon & Malou (2009)

### TV-serier
- Strisser på Samsø (1998)
- Brødrene Mortensens Jul (julekalender) (1998)
- Hotellet (2000)
- Rejseholdet (2000)
- Krøniken (2003)
- Forbrydelsen (2007)
- Sommer (2008)
- 2900 Happiness (2007-2008)
- Anna Pihl (2008)

### Tegnefilm
- Peter Pan - Tilbage til Ønskeøen – Edward (2001)
- Bjørne Brødre – Chet (2004)